# شان رایت-فیلیپس
شون رایت فیلیپس (به انگلیسی: Shaun Wright-Phillips) (زاده ۲۵ اکتبر ۱۹۸۱ - لندن) بازیکن فوتبال اهل انگلستان است.
او تاکنون در تیم‌های ناتینگهام فارست، منچستر سیتی، چلسی، منچستر سیتی و کویینز پارک رنجرز بازی کرده‌است
همچنین وی ۳۶ بازی و ۶ گل ملی در کارنامه دارد.

## افتخارات

### چلسی
- لیگ برتر انگلیس: ۰۶–۲۰۰۵
- جام حذفی انگلیس: ۰۷–۲۰۰۶
- سوپرجام انگلیس: ۰۶–۲۰۰۵

### منچسترسیتی
- جام حذفی انگلیس: ۱۱–۲۰۱۰

### افتخارات فردی
- حضور در تیم منتخب فصل لیگ برتر انگلیس: ۰۵–۲۰۰۴
- بهترین بازیکن فصل منچسترسیتی: ۰۴–۲۰۰۳

## آمار بازی‌های ملی[۳]
| تیم ملی انگلستان | تیم ملی انگلستان | تیم ملی انگلستان |
| سال              | بازی             | گل               |
| ---------------- | ---------------- | ---------------- |
| ۲۰۰۴             | ۳                | ۱                |
| ۲۰۰۵             | ۴                | ۰                |
| ۲۰۰۶             | ۴                | ۰                |
| ۲۰۰۷             | ۷                | ۲                |
| ۲۰۰۸             | ۴                | ۱                |
| ۲۰۰۹             | ۷                | ۱                |
| ۲۰۱۰             | ۷                | ۱                |
| مجموع            | ۳۶               | ۶                |

## گل‌های بین‌المللی
| # | تاریخ          | ورزشگاه                        | حریف    | گل  | نتیجه | مسابقات                       |
| - | -------------- | ------------------------------ | ------- | --- | ----- | ----------------------------- |
| ۱ | ۱۸ آگوست ۲۰۰۴  | ورزشگاه سنت جیمز پارک، نیوکاسل | اوکراین | ۳–۰ | ۳–۰   | دوستانه                       |
| ۲ | ۸ سپتامبر ۲۰۰۷ | ورزشگاه ومبلی، لندن            | اسرائیل | ۱–۰ | ۳–۰   | مقدماتی جام ملت‌های اروپا ۲۰۰۸ |
| ۳ | ۱۳ اکتبر ۲۰۰۸  | ورزشگاه ومبلی، لندن            | استونی  | ۱–۰ | ۳–۰   | مقدماتی جام ملت‌های اروپا ۲۰۰۸ |
| ۴ | ۶ فوریه ۲۰۰۸   | ورزشگاه ومبلی، لندن            | سوئیس   | ۲–۱ | ۲–۱   | دوستانه                       |
| ۵ | ۱۴ اکتبر ۲۰۰۹  | ورزشگاه ومبلی، لندن            | بلاروس  | ۲–۰ | ۳–۰   | مقدماتی جام جهانی ۲۰۱۰        |
| ۶ | ۳ مارس ۲۰۱۰    | ورزشگاه ومبلی، لندن            | مصر     | ۲–۱ | ۳–۱   | دوستانه                       |